# Shogo Kobara
Shogo Kobara (小原 章吾 Kobara Shogo?), född 2 november 1982 i Kanagawa prefektur, är en japansk före detta fotbollsspelare.
Kobara började sin karriär 2001 i Yokohama F. Marinos. Med Yokohama F. Marinos vann han japanska ligan 2003 och japanska ligacupen 2001. Efter Yokohama F. Marinos spelade han för Vegalta Sendai, Montedio Yamagata, Ehime FC och Avispa Fukuoka. Han avslutade karriären 2013.